# Lucmau
Lucmau ist eine französische Gemeinde mit 244 Einwohnern (Stand: 1. Januar 2022) im Département Gironde in der Region Nouvelle-Aquitaine; sie gehört zum Arrondissement Langon und zum Kanton Le Sud-Gironde. Die Einwohner werden Lucmalais genannt.

## Geografie
Lucmau liegt etwa 55 Kilometer südsüdöstlich von Bordeaux. Umgeben wird Lucmau von den Nachbargemeinden Pompéjac im Norden, Bernos-Beaulac im Nordosten, Captieux im Osten, Lencouacq im Süden, Callen im Westen und Südwesten, Cazalis im Westen sowie Préchac im Nordwesten.

## Bevölkerungsentwicklung
| Jahr                      | 1962 | 1968 | 1975 | 1982 | 1990 | 1999 | 2006 | 2013 |
| Einwohner                 | 294  | 256  | 186  | 188  | 199  | 208  | 237  | 221  |
| Quelle: Cassini und INSEE |      |      |      |      |      |      |      |      |

## Sehenswürdigkeiten
- Kirche Saint-André (Monument historique)

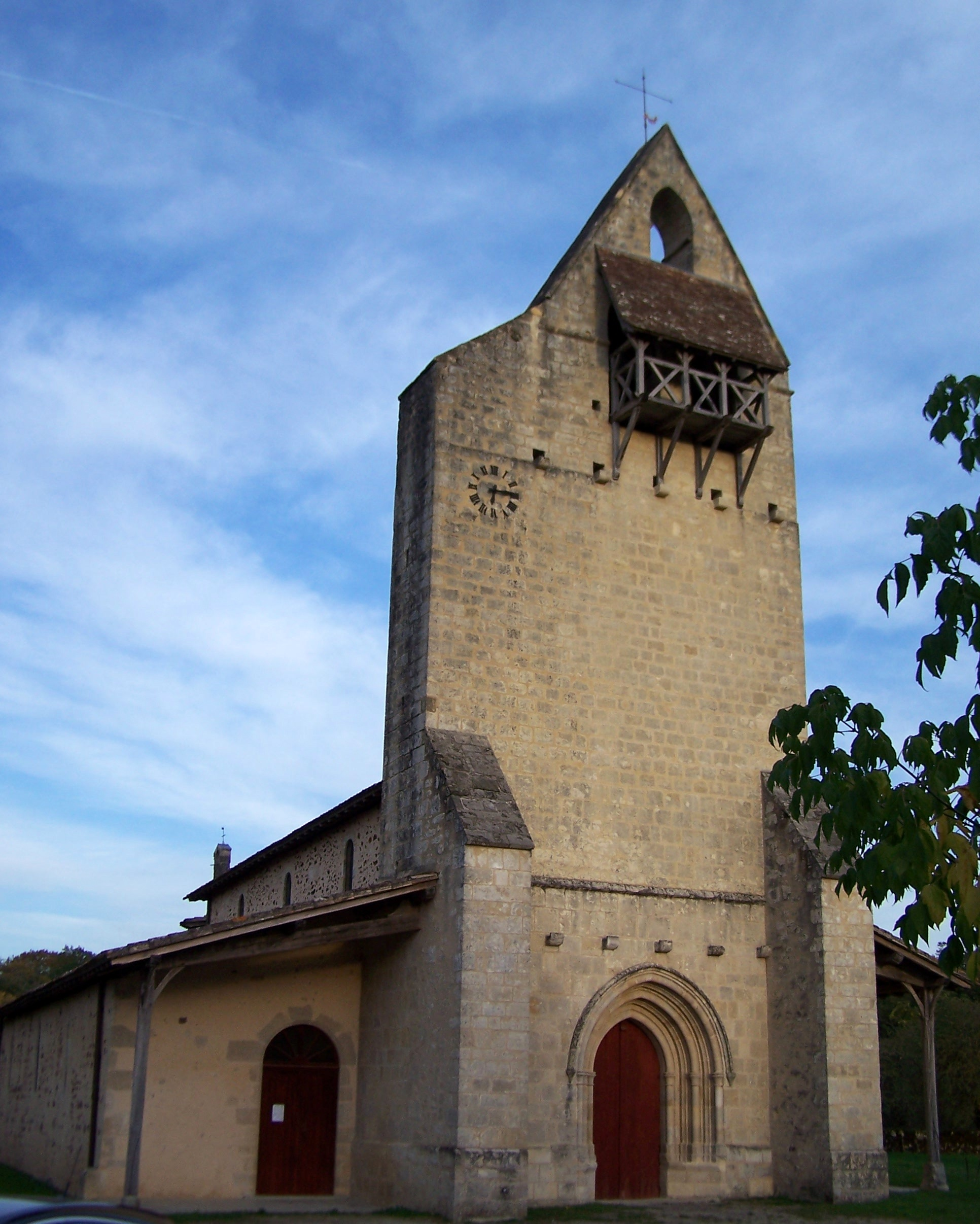
Kirche Saint-André